# Христо Благоев (кмет)
Вижте пояснителната страница за други личности с името Христо Благоев.
Христо Благоев е български политик, кмет на София от 18 октомври 1893 до 31 май 1894 година.
В началото на 1892 г. е назначен за инспектор на полицията.
По време на мандата си като кмет, Благоев се опитва да отдаде на концесия бъдещата електрификация на града, както и да продължава проектите свързани с водопровода и канализацията на София.

## Други
На Христо Благоев е наречена улица в квартал „Разсадник-Коньовица“ в София (Карта).